# Cissus nobilis
Cissus nobilis är en vinväxtart som beskrevs av João Geraldo Kuhlmann. Cissus nobilis ingår i släktet Cissus och familjen vinväxter. Inga underarter finns listade i Catalogue of Life.